# Марія Малицька
Марія Малицька (пол. Maria Malicka; 9 травня 1900—30 вересня 1992) — польська актриса театру, кіно і телебачення.

## Біографія
Марія Малицька народилася 9 травня 1900 в Кракові. Дебютувала в дитинстві в краківському театрі ім. Словацького, в якому її батько був театральним техніком. Актриса театрів в Кракові, Варшаві, Щецині, Бельсько-Бяле, Лодзі. Виступала в спектаклях «Театру телебачення» 1967—1980. 
Померла 30 вересня 1992 року в Кракові.

## Вибрана фільмографія
- 1927 — Могила невідомого солдата / Mogiła nieznanego żołnierza — Неллі, дочка Лазовского
- 1927 — Поклик моря / Zew morza — Ханка
- 1928 — Дикунка / Dzikuska — Іта, дочка Крушіньского
- 1929 — Дорогий ганьби / Szlakiem hańby — Марися Журкувна, дівчина з села
- 1930 — Вітер з моря / Wiatr od morza — Тереза
- 1930 — Янко-музикант / Janko Muzykant — Єва Корецька, співачка
- 1931 — Небезпечний рай / Niebezpieczny raj (Польща / США) — Альма
- 1931 — Спокушена / Uwiedziona — Лена
- 1932 — Буря над Закопане / Der Bergführer von Zakopane (Німеччина) — жінка
- 1936 — Пан Твардовський / Pan Twardowski — мати Твардовського
- 1966 — Бар'єр / Bariera — прибиральниця